# Xenophrys nankiangensis
Xenophrys nankiangensis é uma espécie de anfíbio da família Megophryidae.
É endémica da China.
Os seus habitats naturais são: matagal de clima temperado e rios.
Está ameaçada por perda de habitat.